# حاجی‌آباد (نائین، غرب)
حاجی‌آباد یک روستا در ایران است که در بخش مرکزی شهرستان نائین در استان اصفهان واقع شده‌است. حاجی‌آباد ۲۸ نفر جمعیت دارد.